# Anginopachria
Anginopachria is een geslacht van kevers uit de familie  waterroofkevers (Dytiscidae).
Het geslacht is voor het eerst wetenschappelijk beschreven in 2001 door Wewalka, Balke & Hendrich.

## Soorten
Het geslacht omvat de volgende soorten:
- Anginopachria prudeki Wewalka, Balke, Hájek & Hendrich, 2005
- Anginopachria schoedli Wewalka, Balke, Hájek & Hendrich, 2005
- Anginopachria ullrichi (Balke & Hendrich, 1999)